# Ronald Kolf
Ronald (Ro) Kolf (Paramaribo, 5 juni 1939) is een Surinaams voetballer en coach. Hij speelde in de Surinaamse Hoofdklasse voor SV Robinhood en SV Transvaal. Hij is een van de meest succesvolle coaches uit het Surinaamse voetbal en leidde Transvaal en Robinhood naar in het totaal vijftien landstitels.

## Carrière
Ronald Kolf begon met voetballen in verschillende jeugdteams op het Mr. Bronsplein, zoals Rio, De Trappers en Millionaros, tot hij werd opgepikt door SV Robinhood. Met deze club won hij twee nationale jeugdkampioenschappen.
In 1958 maakte hij zijn debuut in de Hoofdklasse. Tijdens twee van zijn drie seizoenen bij Robinhood won hij de landstitel, in 1959 en 1961. Na een meningsverschil met de technische staf stapte hij in 1962 over naar de rivaal SV Transvaal. Ook hier speelde hij drie seizoenen met twee gewonnen landstitels, in 1962 en 1965.
In 1965 verhuisde hij naar Moengo om les te geven op een school. Hij sloot zich als voetballer aan bij de plaatselijke club Concordia en debuteerde daar tevens als coach.
Na twee seizoenen keerde hij terug naar Paramaribo en werd bij SV Transvaal speler in het eerste en trainer bij de jeugd. In het eerste jaar won hij de landstitel als voetballer in het eerste en twee landstitels als coach voor jeugdteams. Het jaar erop stopte hij met voetballen en werd hij coach van het eerste.
Kolf leidde Transvaal naar de landstitels in 1967 en 1968 en keerde vervolgens terug naar SV Robinhood. Als coach voor deze club won hij dertien landstitels en bereikte hij vijf keer de finale van de CONCACAF Champions' Cup, namelijk in 1972, 1976, 1977, 1982 en 1983.
In 1976 was Kolf de assistent van bondscoach Walther Braithwaite voor de kwalificatiewedstrijden van de WK 1978. Na Robinhood 31 jaar te hebben geleid, nam hij in 2000 het roer over van het nationale elftal voor de kwalificatiewedstrijden van de WK 2002. Ook was hij bondscoach voor Suriname in de slotfase van de Caribbean Cup 2001.
In 2003 werd Kolf coach van SV Leo Victor en won in zijn eerste jaar bij de club de Surinaamse Beker en de Surinaamse President's Cup. In 2008 werd hij technisch directeur van de club. In 2013 werd Kolf benoemd tot technisch directeur van het Surinaams voetbalelftal.